# 照井健
照井 健（てるい たけし、1956年1月11日 - ）は、フリーアナウンサー。IBC岩手放送に所属していた元アナウンサー。

## 来歴・人物
岩手県花巻市生まれ。クラブ活動は中学・高校・大学と10年間テニス部だった。山形県立山形南高等学校を経て、中央大学卒業後、1978年4月にIBC入社。ラジオ『爆発ワイドラジオ新鮮組』『ワイドステーション』パーソナリティ、テレビ『ニュースエコー』メインキャスター、『じゃじゃじゃTV』司会などを歴任した。一時期体調を崩してデスク業務に専念するが、完治以降は再びテレビ・ラジオに多く出演した。
自身が担当する番組では、下ネタやオヤジギャグを飛ばす軽い面も見られるが、2011年3月11日の東日本大震災発生時は、余震でスタジオが度々大きく揺れる中、地震発生直後から16時までの1時間余り、単独で津波への警戒呼びかけや被害状況の報道を行った。
第36回（2010年度）アノンシスト賞ラジオ「フリートーク」部門で最優秀賞受賞（『ワイドステーション』）。第38回（2012年度）アノンシスト賞ではテレビ「スポーツ実況」部門最優秀賞および大賞を受賞。
大塚富夫の後任として、2009年8月1日から2016年3月31日までアナウンス部長を務め、定年退職。その後嘱託職として在籍していたが、65歳を迎える2021年1月付でIBC岩手放送を退職。同年4月3日まで「IBCアナウンス学院」講師を引き続き務めたほか、盛岡大学非常勤講師も務める。
同年2月よりフリーアナウンサー活動を開始し、同年3月にはTwitterも開設。IBC在籍時のブログ同様、ダジャレを交えツイートしている。6月には個人でアナウンス指導を行う『はなし塾』を開設。後身の育成にもあたっている。
中央大学とIBCの同期入社・加藤久智と違って、同姓で岩手朝日テレビに在籍していた元アナウンサーとは無関係である。

## 担当番組

### 現在
（なし）

### 過去
テレビ
- 岩手日報IBCニュース
- どんchanパラダイス
- じゃじゃじゃTV
- ニュースエコー

ラジオ
- 岩手日報IBCニュース
- 朝からRADIO（金曜担当、2006年4月 - 2009年3月）
- 照井健の30ミニッツ
- 爆発ワイドラジオ新鮮組[1]
- IBC TOP40
- 青春キャンパス （キャンパスリーダーとして出演）[1]
- パンvsごはん （パン、ごはんを使って新しいメニューを考えてみようという趣旨の番組で、パンの方を担当。ごはん担当は田中康男）
- STUDIO　M・I・C （共演は矢吹奈美江）
- ヘイ!ミスタースポーツマン[1]
- DOラジオ青春大通り[1]
- おはよう朝一番[1]
- ワイドステーション（火曜担当 - 2012年4月3日、金曜担当 - 2016年3月25日）
- イブニングジャーナル（月曜〜水曜担当、2018年3月まで）
- P★O★P★S〜Playing Old Popular Songs〜
- リクエストマンデー（2012年4月 - 9月、2019年4月 - 2020年12月）